# Бишофф, Эрик
Эрик Аарон Би́шофф (англ. Eric Aaron Bischoff, род. 27 мая 1955, Детройт, Мичиган) — американский предприниматель, телевизионный продюсер, рестлинг-букер, рестлер.
Наиболее известен как исполнительный продюсер, а затем старший вице-президент World Championship Wrestling (WCW) и впоследствии генеральный менеджер бренда WWE Raw. Бишофф также работал в Total Nonstop Action Wrestling (TNA), где занимал должность исполнительного продюсера Impact Wrestling. В 2021 году он был введен в Зал славы WWE.
Имея любительское образование в области боевых искусств, Бишофф также спорадически выступал в качестве рестлера, став однократным хардкорным чемпионом WCW и хедлайнером шоу Road Wild 1998 года в команде с Халком Хоганом против Даймонда Далласа Пейджа и Джея Лено. Он написал автобиографию под названием «Противоречия приносят деньги», которая была выпущена в 2006 году под издательством WWE Books.

## Карьера в рестлинге

### American Wrestling Association (1989—1991)
Бишофф начал заниматься рестлингом, работая в American Wrestling Association (AWA), расположенной в Миннеаполисе, Миннесота, в 1987 году под руководством Верна Ганье. В 1989 году Бишофф стал интервьюером и ведущим в эфире AWA, пока компания не распалась в 1991 году. Сначала Бишофф работал в отделе продаж на синдицированных программах AWA и стал ведущим практически случайно и в последний момент. Ларри Нельсон, который в то время работал в AWA комментатором, был арестован по подозрению в вождении в нетрезвом виде. Из-за внезапного отсутствия Нельсона Верн Ганье и его сын Грег решили взять Бишоффа (который изначально не хотел работать перед камерой) для участия в интервью. По мнению Бишоффа, они решили, что он будет хорошей заменой, поскольку его можно было сразу же найти в телестудии, а также потому, что он уже носил костюм и галстук.
Во время постепенного распада AWA компания не могла выплачивать зарплату, и Бишофф прошел прослушивание на должность комментатора в World Wrestling Federation (WWF) в 1990 году, но не был принят на работу.

### World Championship Wrestling (1991—2001)

#### Приход и восхождение к власти (1991—1996)
В 1991 году Бишофф присоединился к World Championship Wrestling (WCW) в качестве комментатора третьестепенных шоу, дебютировав на The Great American Bash. В качестве комментатора Бишофф подчинялся продюсеру Тони Шавони и вице-президенту WCW по вещанию Джиму Россу. В 1993 году, после того как вице-президент WCW по операциям рестлинга Билл Уоттс ушел из компании, Бишофф обратился к руководителю TBS, президенту WCW Биллу Шоу и исполнительному вице-президенту WCW Бобу Дью с просьбой дать ему должность исполнительного продюсера. Росс и Шавони казались двумя главными кандидатами, однако Бишофф был принят на работу вместо Уоттса. Шавони оставался продюсером и комментатором до конца существования компании, а Росс получил увольнение из WCW и перешел на работу в WWF. Вначале Бишофф и Дью работали вместе как партнеры, но часто конфликтовали по поводу направления развития компании.
В 1994 году Бишофф был повышен с должности исполнительного продюсера до старшего вице-президента, в результате чего он стал отвечать за все дела WCW. Дью ушел в отставку, как и менеджер по организации мероприятий Дон Сандефер и младший вице-президент Джим Барнетт. Бишофф убедил руководителей компании Turner лучше финансировать WCW, чтобы конкурировать с WWF. Он перевел производство WCW в Disney-MGM Studios в Орландо, Флорида. Халк Хоган, который снимал шоу под названием «Гром в раю» на студии Disney-MGM, был приглашен Бишоффом и Риком Флэром и подписал контракт с WCW. Он также вложил деньги в производство и увеличил количество PPV-шоу WCW (сначала семь в год, потом 10, а затем раз в месяц). Он также начал еженедельную прямую программу WCW Monday Nitro, которая напрямую противостояла флагманской программе WWF Monday Night Raw. Бишофф оставался комментатором на Nitro, регулярно спойлерил результаты Raw (так как последнее шоу не всегда выходило в прямом эфире), чтобы повысить рейтинги. Это создало то, что стало известно среди фанатов как Monday Night Wars, поскольку WCW и WWF боролись за зрителей, и в процессе этого начался новый уровень популярности рестлинга. Изменения окупились, и в 1995 году WCW впервые в истории компании получила прибыль. К 1997 году Бишофф официально занимал должность президента World Championship Wrestling.

#### «Новый мировой порядок» (1996—1998)
В 1996 году Бишофф подписал контракт с суперзвездой WWF Скоттом Холлом, более известным в то время как Рейзор Рамон. Две недели спустя на Nitro к Холлу присоединился Кевин Нэш, ранее известный в WWF как Дизель. Бишофф намеренно изобразил этот дуэт как бунтарей из WWF, не имевших контракта с WCW. Чтобы избежать судебных исков со стороны WWF, Бишофф в интервью на The Great American Bash спросил, работают ли они на WWF, на что Холл и Нэш ответили отрицательно. Команда расширилась и превратились в «Новый мировой порядок» (nWo), когда многолетний любимец фанатов Халк Хоган присоединился к ним в июле 1996 года.
nWo изображалась как конкурирующая компания, участвующая во «враждебном поглощении» WCW. От недели к неделе сюжет становился все более сложным, в различных подсюжетах, связанных с борьбой за власть на экране, участвовали участники главных событий, рестлеры полутяжелого дивизиона, руководители, судьи, менеджеры и комментаторы. Во главе с сюжетной линией nWo, WCW обогнала WWF как рестлинг-промоушен номер один в Америке, а Nitro побеждал Raw в рейтингах с большим отрывом в течение 83 недель подряд. В эту эпоху Бишофф отошел от роли комментатора и присоединился к nWo в качестве менеджера. Его телевизионный персонаж стал диктатором и эгоистом в качестве босса nWo. Летом 1998 года Бишофф вел передачу, похожую на Tonight Show, посвященную программам WCW, вместе с Мисс Элизабет. Тед Дибиаси в своих интервью говорил, что Бишофф изначально нанял его, чтобы тот был представителем и финансовым спонсором nWo, но когда nWo стало более заметной сюжетной линией, Бишофф сменил Дибиаси на посту представителя nWo.

#### Падение WCW (1998—1999)
Когда WWF провела ребрендинг своего продукта под названием WWF Attitude и начала фокусироваться на новых звёздах, таких как Стив Остин, Мик Фоли и Скала, а также превратила владельца компании Винса Макмэна в экранного персонажа, что в конечном итоге привело к росту рейтингов WWF. 13 апреля 1998 года WWF положила конец полуторагодичному пребыванию WCW на вершине рейтинговой войны. Несмотря на проигрыш WWF в рейтингах, WCW продолжала демонстрировать высокие рейтинги, посещаемость и продажи PPV на протяжении всего 1998 года. В 1998 году WCW создала одну из своих первых собственных звезд Билла Голдберга и вручила ему титул чемпиона мира WCW в тяжелом весе 6 июля 1998 года перед 39 919 зрителями на Nitro.
В начале 1999 года Бишофф повысил Кевина Нэша до главного букера. Несмотря на то, что Голдберг привлек внимание зрителей и провел три шоу в декабре и январе, которые собрали почти 1 миллион долларов, было принято решение положить конец его победной серии и передать пояс Нэшу. На шоу Nitro 4 января Нэш проиграл титул Хогану в матче, который стал известен как «Тычок смерти». К марту рейтинги начали падать, и WCW начала испытывать бесконечную полосу рейтинговых поражений.
На протяжении 1999 года Бишофф вновь стал уделять внимание стареющим звездам WCW, таким как Хоган, Даймонд Даллас Пейдж, Рэнди Сэвидж, Стинг, Родди Пайпер, Нэш, Рик Флэр и Сид Вишес. Пытаясь повысить рейтинги, WCW также начала уделять большое внимание знаменитостям, таким как Master P, Чад Брок, Megadeth, Деннис Родман и Kiss. Одной из последних сделок, которую структурировал Бишофф, была сделка с членами рок-группы Kiss на создание их собственного персонажа рестлинга, известного как Демон Kiss.
К концу 1999 года WCW стала терять около 5 миллионов долларов в месяц. Посещаемость, покупки PPV и рейтинги значительно снизились. 10 сентября 1999 года было принято решение отстранить Бишоффа от власти.

#### Замена (1999—2000)
10 сентября 1999 года Бишофф был освобожден от руководящей должности в WCW главой Turner Sports Харви Шиллером. Должность «Президент WCW» была упразднена. На его место был назначен вице-президент WCW по стратегическому планированию Билл Буш, который был назван старшим вице-президентом (занимался креативом компании, а Брэд Сигел занимался операционной деятельностью). Одним из первых действий Буша на этом посту было назначение бывшего главного сценариста WWF Винса Руссо и его коллеги Эда Феррары (оба работали на Raw, когда шоу начало обгонять Nitro в рейтингах) руководить творческим направлением WCW.
В апреле 2000 года Бишофф вернулся в качестве эфирного персонажа вместе с Винсом Руссо, чтобы возглавить группировку «Новая кровь», в это время Бишофф также работал над сценарием шоу вместе с Руссо. Последняя роль Бишоффа в WCW была сыграна в июле 2000 года на шоу Bash at the Beach, когда Руссо сделал выступление о Халке Хогане.

#### Попытка покупки WCW (2001)
11 января 2001 года, когда WCW столкнулась с большими финансовыми трудностями, Сигел принял предложение Бишоффа о покупке компании. Бишофф и Fusient ненадолго отозвали свое предложение, когда WWF навела справки о WCW (по условиям мирового соглашения WWF имела право участвовать в торгах на имущество WCW, если оно когда-либо будет выставлено на ликвидацию). Когда тогдашний вещатель WWF компания Viacom возразила (опасаясь появления шоу, принадлежащего WWF, в конкурирующей сети), консорциум Бишофф-Fusient подписал новое письмо о намерениях.
Однако новый глава Turner Broadcasting Джейми Келлнер затем отменил все программы WCW в своих телевизионных сетях. Келлнер считал, что рестлинг не соответствует демографическим характеристикам ни TBS, ни TNT и не будет достаточно благоприятен для того, чтобы «правильные» рекламодатели купили эфирное время (несмотря на то, что в то время шоу Thunder было самым рейтинговым шоу на TBS). В книге Гая Эванса «Nitro: Невероятный взлет и неизбежный крах WCW Теда Тернера» говорится, что одним из ключевых условий сделки по покупке WCW компанией Fusient было то, что Fusient хотела получить контроль над тайм-слотами на каналах TNT и TBS, независимо от того, будут ли в этих слотах показывать программы WCW или нет. Это повлияло на решение Келлнера в конечном итоге отменить программы WCW. Не имея канала, на котором можно было бы транслировать свои программы, WCW представлял небольшую ценность для Fusient, чье предложение зависело от возможности продолжать транслировать программы WCW на сетях Turner. Бишофф заявил, что «для нас не было абсолютно никакого смысла заключать сделку при таких обстоятельствах». После отмены программ WCW (и последующего отсутствия возражений со стороны Viacom), ключевые активы компании (фильмотека, торговые марки и отдельные контракты) были куплены WWF в марте 2001 года за значительно меньшую цену (приблизительно 3,5 миллиона долларов США), чем было предложено.

### World Wrestling Entertainment (2002—2007)

#### Генеральный менеджер Raw (2002—2005)

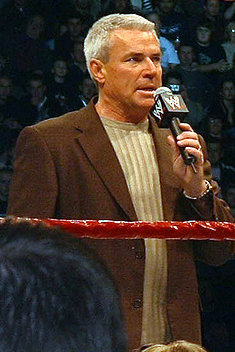
Бишоффа во время его работы в WWE

В 2002 году Бишофф был принят на работу в World Wrestling Entertainment (WWE, бывшая WWF) на должность генерального менеджера Raw. Несмотря на то, что Бишофф выполнял в основном экранную роль, у него был широкий круг контактов в WWE, которым он мог предлагать творческие идеи. Он дебютировал в качестве первого генерального менеджера Raw в эпизоде Raw от 15 июля. На посту генерального менеджера он воскресил свой характерный стиль, снова сыграв высокомерного хила, который он использовал в WCW в качестве босса nWo. Во время своего дебюта на Raw он рассказал зрителям о том, как он был президентом WCW, создателем nWo и как он заставил Винса Макмэна изменить методы ведения бизнеса. Бишофф находится на втором месте по продолжительности пребывания на посту генерального менеджера в истории WWE — всего три года. Бывший соперник и бывший генеральный менеджер SmackDown Теодор Лонг превзошел рекорд Бишоффа с общим числом в шесть лет. Среди рестлинг-инноваций Бишоффа в WWE — «Рулетка Raw» и матч Elimination Chamber.
5 декабря 2005 года на Raw Бишофф был уволен с поста генерального менеджера. В том сегменте Джон Сина провел ему бросок, а Винс Макмэн затем столкнул Бишоффа в мусоровоз, который вывез Эрика с арены. Бишофф позже утверждал, что такой сценарий своего ухода он придумал сам, а в мусоровоз потребовал поместить настоящий мусор - для правдоподобности.
5 августа 2007 года контракт Бишоффа с WWE истёк, и он окончательно покинул компанию. Перед этим он более полутора лет практически не привлекался к шоу, при этом стабильно получая зарплату.
18 марта 2021 года было объявлено, что Бишофф будет введён в Зал Славы WWE. По иронии судьбы это произошло спустя почти ровно 20 лет после того, как было объявлено о том, что все шоу WCW отменяются.

## Титулы и достижения
- Pro Wrestling Illustrated
  - Вражда года (1996) пр. Винса Макмэна[18]
  - Вражда года (2002) пр. Стефани Макмэн[18]
- World Championship Wrestling
  - Хардкорный чемпион WCW (1 раз)[19]
- Wrestling Observer Newsletter
  - Лучший образ (1996) — nWo
  - Вражда года (1996) nWo vs. World Championship Wrestling
  - Лучший не-рестлер (2005)[20]
- WWE
  - Зал славы WWE (2021)[2]